# Ferrari Dino

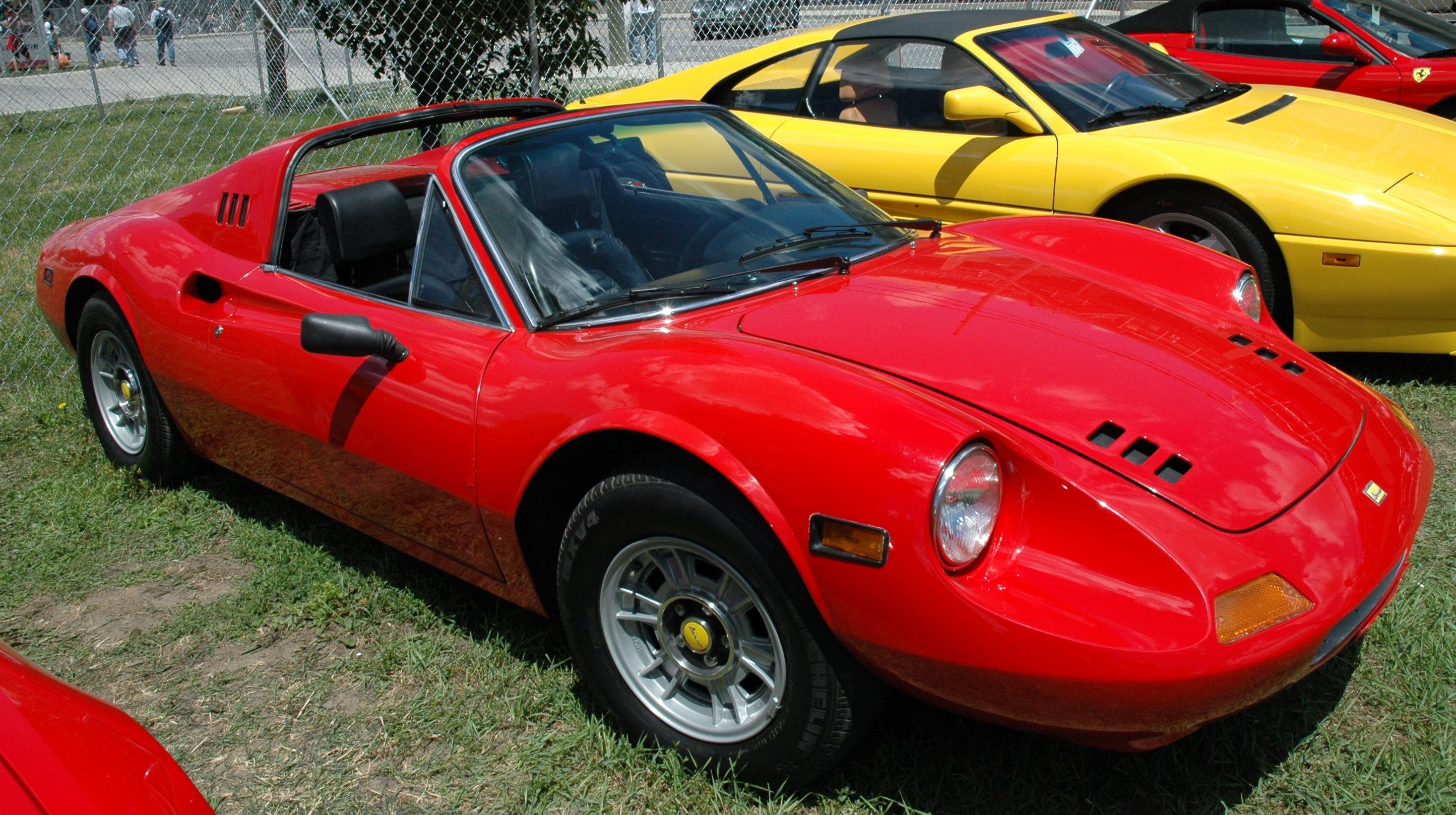
Dino 246 GTS

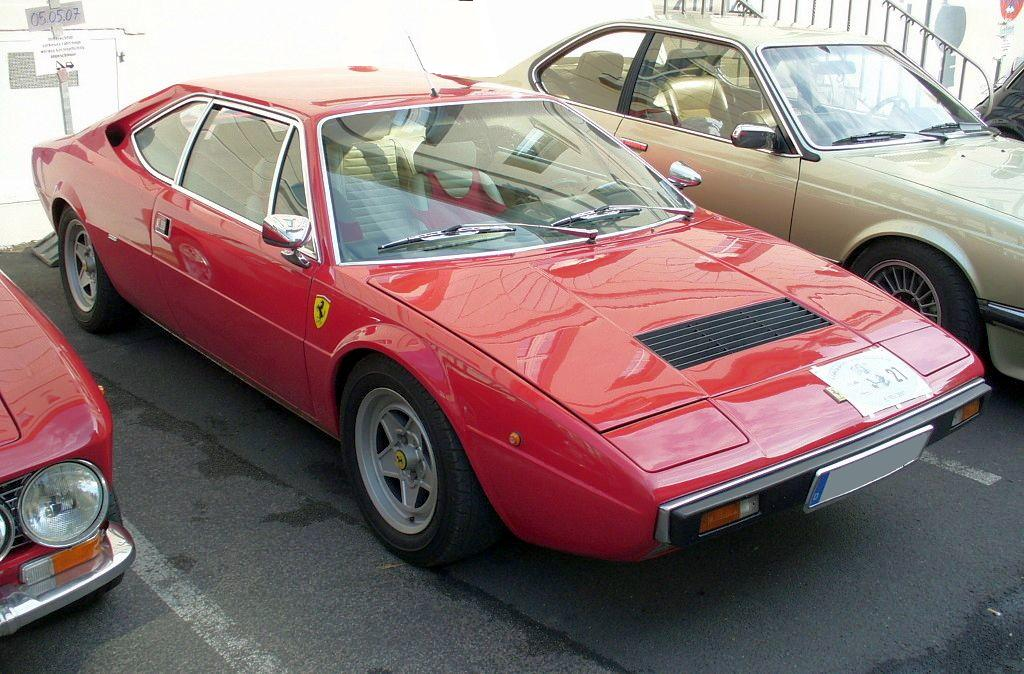
Dino 308 GT4

Dino is een tussen 1959 en 1979 door Ferrari en Fiat gebouwde reeks sportwagens.
Na de tragische dood van Enzo Ferrari's zoon (Alfre) Dino Ferrari in 1956 besluit Enzo Ferrari als postuum eerbetoon de pas mede door zijn zoon ontwikkelde, relatief bescheiden aluminium tweeliter V6 motor (drie dubbele Weber-carburateurs) naar hem te noemen. Alle door Ferrari gebouwde V6 motoren dragen vanaf dat moment de naam 'Dino'.
Wanneer in 1964 door een verandering in het reglement enkel wagens met een motortype waarvan er minstens 500 in serie zijn geproduceerd mogen meedoen aan de Formule 2-competitie vormt dit een probleem voor het Ferrari-concern. Midden jaren 60 is dit nog maar een kleine fabriek waar slechts 700 wagens per jaar kunnen gebouwd worden. Daarom besluit Ferrari hulp te zoeken bij Fiat. Het grote Fiatconcern zal de door Ferrari ontworpen V6-motoren bouwen, waarvan men een deel in auto's onder eigen naam mag verkopen, terwijl Ferrari zo de Dino-homologatie krijgt voor F2-deelname. De relatie tussen de fabrieken leidt in 1969 tot een meerderheidsparticipatie van Fiat in Ferrari.

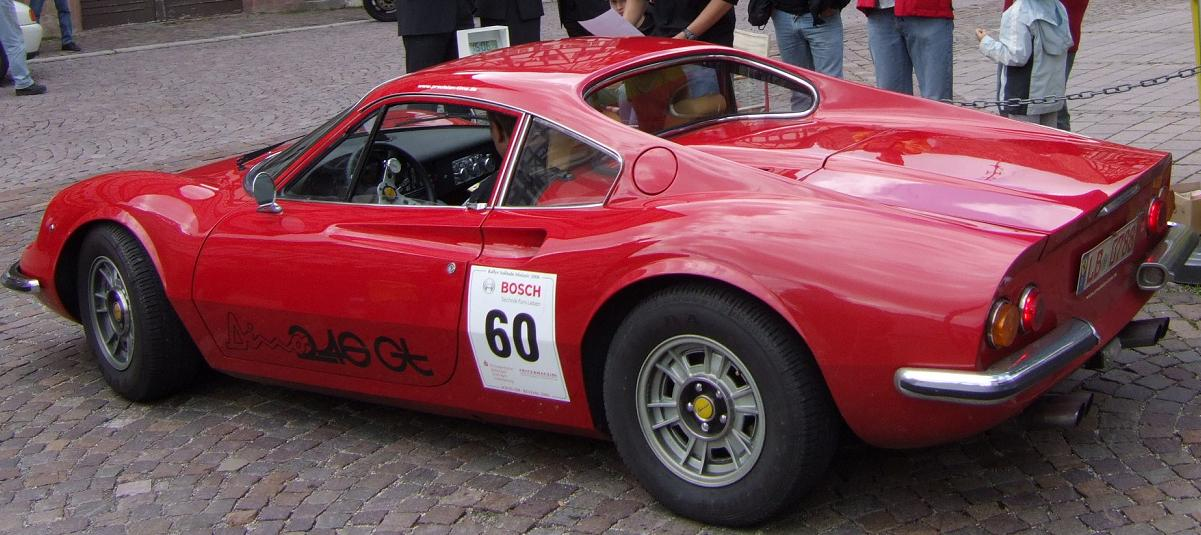
Dino 246GT

De eerste seriewagen die uit de samenwerking voortkomt, is de door Pininfarina ontworpen Fiat Dino Spider 2.0 (150 pk)(1967-1969). Kort daarop volgt ook een coupé, waarvoor Bertone het carrosserie-ontwerp en -productie verzorgt. Nadat Ferrari eind 1967 een eigen versie (de (Ferrari) Dino 206) uitbrengt op dezelfde wielbasis, maar met een dwarsliggende, middengeplaatste motor in plaats van voorliggend, en meer flitsend vormgegeven door Pininfarina, komt dit submerk door zijn relatief lage prijs en toch hoogwaardige technologie, aansprekend design en beroemde familie in een stroomversnelling terecht.
Fiat zelf heeft eind jaren zestig weinig ervaring in het bouwen van dure, robuuste sportwagens, zelf toen nog marktleider in het segment van kleine, goedkope stadswagentjes (getuige de onsterfelijke Topolino, cinquecento en seicento- series: de 'bolhoedjes'). Dit imago weerhoudt het grote publiek een stormloop op de Dino, getuige de lage verkoopcijfers voor een wagen die zich in het topsegment probeerde te klasseren. Bijna dubbel zo duur als een Jaguar E-type, en in prijs en kwaliteit perfect concurrerend met de eerder gelanceerde Porsche 911 (maar dan zonder enige naambekendheid) slaagt de Fiat Dino 2.0 niet in het inlossen van de verwachtingen.
Alleszins lijdt de eerste door Fiat geproduceerde Dino-serie aan een heleboel kinderziektes wat zich vooral wreekt in een te lage performance (door het hoge extra-gewicht van al de luxe in het interieur) en de overal-afwerking in de carrosserie van de spider.
Vanaf 1970 tot 1972 bouwde Ferrari daarom zelf de Fiat Dino (2.4 coupé en 2.4 spider), maar dan met een grotere en sterkere gietijzeren motor van 180 pk en andere subtiele mechanische verbeteringen, zoals een onafhankelijke achterwielophanging. Deze krachtbron werd ook gebruikt in de Dino 246 en de Lancia Stratos (waarin de V6 motor later nog werd opgepept met een turbo tot een vermogen van 440 pk).
Deze zwaardere motor zorgt voor een meergewicht van 140 kilogram ten opzichte van de vorige generatie waarvoor het extra vermogen nauwelijks compenseert, maar wel een soepeler koppel veroorzaakt. Dit alles maakte van de Fiat Dino meer een sportieve luxewagen dan een echte sportwagen. Daarvoor is meer vermogen nodig, en minder gewicht.
Vanaf 1973 werd daarom met de komst van de (enkel door Ferrari geproduceerde) Dino 308 GT/4 (tot 1979) de motor uitgebreid naar acht cilinders, en werd enkel nog een (lichter) 2+2 persoons coupékoetswerk met middengeplaatste motor gehanteerd, ditmaal weer door Bertone vormgegeven. Nog steeds werd de wagen louter 'Dino' genoemd, zonder toevoeging van de naam 'Ferrari' of het embleem met het steigerend paard. In 1975 werd met de introductie van de 308 GTB (ontwerp Pininfarina, tot 1979) de naam Ferrari weer herenigd met de naam van zijn zoon. Toen kreeg ook de 308 GT/4 Ferrari badges Het betekende het einde van de 'junior-Ferrari' wat ook onmiddellijk het einde van het onafhankelijke Dino-merk betekende.